# 9-es busz (Salgótarján)
A salgótarjáni 9-es busz a Helyi Autóbusz-állomás és az Ipari park között közlekedik. Menetideje 14 perc, kotyházi betéréssel 23.
A 2012.július 1-től esedékes menetrend-módosításban a 9B buszt "elméletben" megszüntették, de Kotyházapuszta érintésével továbbra is közlekednek buszok az Ipari Parkhoz. Ezen buszok a menetrendi táblázatban 9-es jelzéssel, külön sorban vannak feltüntetve.

## Útvonala
| Ipari park forduló felé:                                                                     | Helyi autóbusz-állomás felé:                                                                 |
| -------------------------------------------------------------------------------------------- | -------------------------------------------------------------------------------------------- |
| Helyi autóbusz-állomás – Rákóczi út – Budapesti út – Park út – Patak út – Ipari Park forduló | Ipari Park forduló – Patak út – Park út – Budapesti út – Rákóczi út – Helyi autóbusz-állomás |

## Megállóhelyei
| 9 (Helyi autóbusz-állomás (– Kotyházapuszta) – Ipari Park forduló)                     |                                |          | |                                                       |
| Perc (↓)                                                                               | Megállóhely                    | Perc (↑) | Megállóhelyet érintő járatok                                                                                               | Fontosabb létesítmények                               |
| 0                                                                                      | Helyi autóbusz-állomás         | 14       | 1, 1U, 2A, 2T, 3, 3C, 4, 5, 6, 7, 7A, 7B, 7C, 8, 9, 11, 11A, 11B, 13, 14, 19, 27A, 36, 46, 58, 63, 63S, 113                | Salgótarján külső Salgótarján helyi autóbusz-állomás  |
| 2                                                                                      | Volán központ                  | 13       | 1U, 3, 4A, 7A, 7C, 9, 13, 19, 36, 63S, 113                                                                                 | KMKK - Nógrád Megyei Területi Igazgatóság             |
| 3                                                                                      | Tesco áruház                   | 12       | 3, 4A, 9, 13, 19, 36, 63S, 113                                                                                             | Tesco áruház                                          |
| 6                                                                                      | Zagyvapálfalva, felüljáró      | 8        | 13, 19, 63, 63S 1010, 1012, 1020, 1021, 1301, 1305, 1349, 1351, 1354, 1384, 1447, 1520, 3045, 3055, 3058, 3075, 3080, 3081 |                                                       |
| 7                                                                                      | Budapesti út, orvosi rendelő   | 7        | 13, 19, 63, 63S |                                                       |
| 8                                                                                      | Szécsényi útelágazás           | 6        | 13, 19, 63, 63S 1010, 1012, 1020, 1021, 1301, 1305, 1351, 1354, 1384, 1447, 1520, 3045, 3055, 3058, 3075, 3080, 3081       |                                                       |
| 9                                                                                      | Kotyháza-telep                 | 5        | 13, 19 |                                                       |
| 10                                                                                     | Lucfalvai elágazó              | 4        | 13, 19 1305, 3055, 3058, 3075, 3080, 3081                                                                                  |                                                       |
| A szürke háttérrel jelölt megállókat csak a Kotyházapuszta felé betérő járatok érintik |                                |          | |                                                       |
| +1                                                                                     | Kotyháza, bejárati út          | +5       | 19 |                                                       |
| +2                                                                                     | Kotyházauszta, alsó            | +4       | 19 |                                                       |
| +3                                                                                     | Kotyházauszta                  | +3       | 19 |                                                       |
| +3                                                                                     | Kotyházauszta, alsó            | +2       | 19 |                                                       |
| +5                                                                                     | Kotyháza, bejárati út          | +1       | 19 |                                                       |
| 11                                                                                     | Ipartelepi bekötőút            | 3        | 13, 19 | HE-DO Kft. Sinia Bútorgyártó Kft.                     |
| ∫                                                                                      | Palóc Nagyker Kft.             | 2        | 13, 19 1305, 1384, 3055, 3058, 3075, 3080, 3081                                                                            | Palóc Nagyker Kft., CBA-Palóc Nagyker - Raktárárhuház |
| 12                                                                                     | Salgó Vagyon - Irodaház        | ∫        | 13, 19 1305, 1384, 3055, 3058, 3075, 3080, 3081                                                                            | Salgó Vagyon                                          |
| 13                                                                                     | Ipari Park, MHG Kft.           | 1        | 13, 19 | Mitsuba Hungary Kft. Magyar Hangszórógyártó Kft.      |
| 14                                                                                     | Ipari Park, forduló végállomás | 0        | 13, 19 | BaloBau, MIKROPAKK                                    |

## Külső hivatkozások
- Valós idejű utastájékoztatás Archiválva 2018. augusztus 21-i dátummal a Wayback Machine-ben